# Всеобщие выборы в Гватемале (1978)
Всеобщие выборы в Гватемале прошли 5 марта 1978 года. На президентских выборах ни один из кандидатов не набрал более 50 % голосов избирателей и Фернандо Ромео Лукас Гарсия был избран 13 марта президентом после голосования в Конгрессе. На парламентских выборах победу одержало Движение национального освобождения, получивший 20 из 61 мест Конгресса.

## Результаты

### Президентские выборы
| Кандидат                           | Партия/Коалиция                      | Голосов избирателей | Голосов избирателей | Голосов депутатов | Голосов депутатов |
| Кандидат                           | Партия/Коалиция                      | Голоса              | %                   | Голоса            | %                 |
| ---------------------------------- | ------------------------------------ | ------------------- | ------------------- | ----------------- | ----------------- |
| Фернандо Ромео Лукас Гарсия        | Институционно-демократическая партия | 262 960             | 40,33               | 34                | 100               |
| Альфредо Перальта Асурдия          | Движение национального освобождения  | 221 223             | 33,93               | 0                 | 0                 |
| Рикардо Перальта Мендес            | ГХД-PRA                              | 167 890             | 25,75               | -                 | -                 |
| Недействительных/пустых бюллетеней | Недействительных/пустых бюллетеней   |                     | -                   |                   | -                 |
| Всего                              | Всего                                | 652 073             | 100                 | 61                | 100               |
| Источник: Nohlen                   |                                      |                     |                     |                   |                   |

### Парламентские выборы
| Партия/Коалиция                       | Голоса | % | Мест | +/- |
| ------------------------------------- | ------ | - | ---- | --- |
| Движение национального освобождения   |        |   | 20   | +4  |
| Институционно-демократическая партия  |        |   | 17   | +3  |
| Революционная партия                  |        |   | 14   | +4  |
| Гватемальская христианская демократия |        |   | 7    | -   |
| Центральная аранистская организация   |        |   | 3    | -3  |
| Недействительных/пустых бюллетеней    |        | - | -    | -   |
| Всего                                 |        |   | 61   | +1  |
| Источник: Nohlen                      |        |   |      |     |